# Alibag

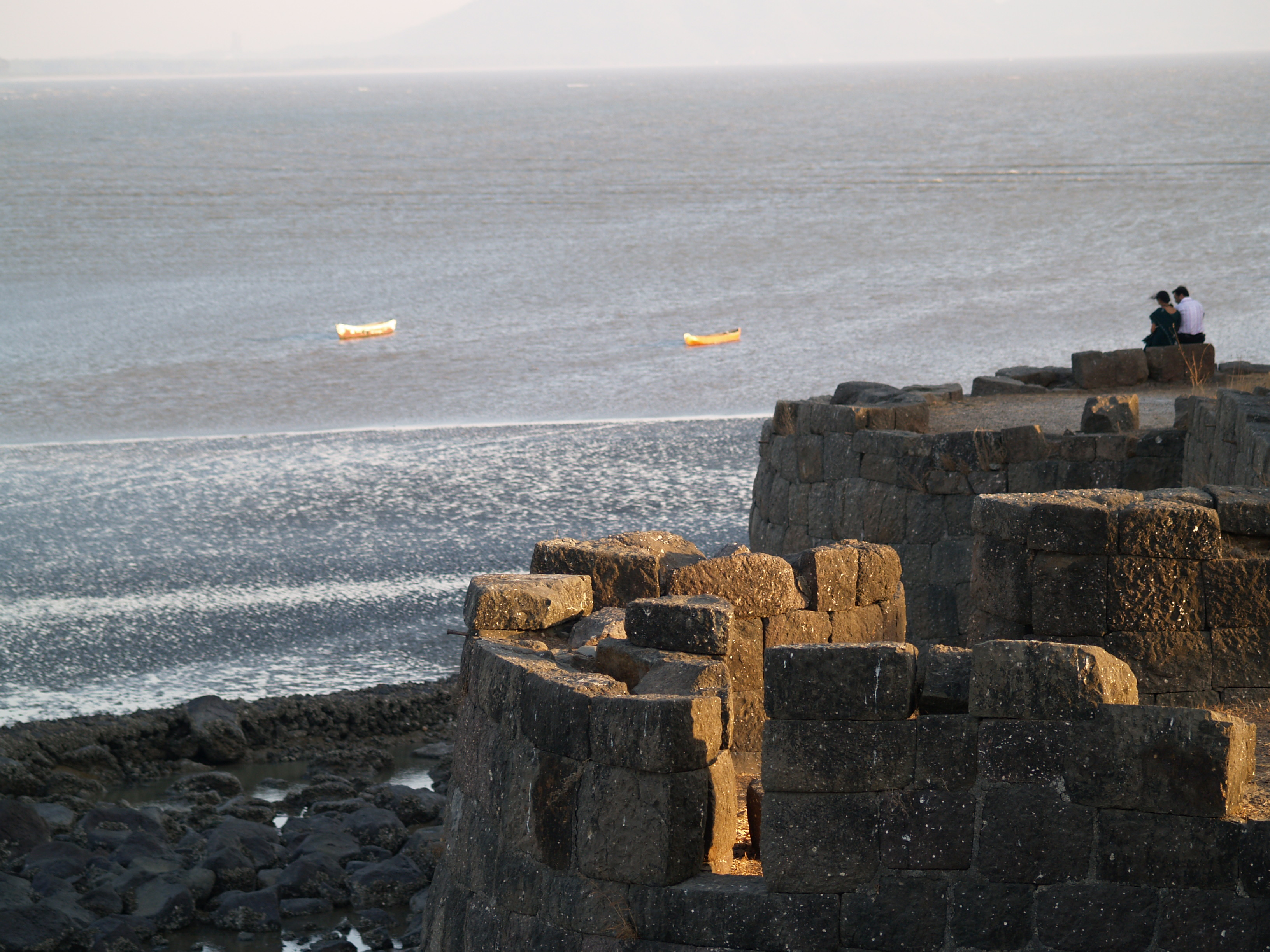
Fortet vid Alibag.

Alibag är en stad i västra Indien, och är belägen vid kusten mot Arabiska havet i delstaten Maharashtra. Den är administrativ huvudort för distriktet Raigad och hade 20 743 invånare vid folkräkningen 2011.